# Mistrzostwa Polski w Kolarstwie Szosowym 2022
Mistrzostwa Polski w Kolarstwie Szosowym 2022 – zawody w kolarstwie szosowym mające wyłonić najlepszych zawodników i zawodniczki w Polsce w sezonie 2022.

## Medaliści
| Mistrzostwa Polski w Kolarstwie Szosowym 2022 | Mistrzostwa Polski w Kolarstwie Szosowym 2022 | Mistrzostwa Polski w Kolarstwie Szosowym 2022             | Mistrzostwa Polski w Kolarstwie Szosowym 2022                   | Mistrzostwa Polski w Kolarstwie Szosowym 2022       | Mistrzostwa Polski w Kolarstwie Szosowym 2022        | Mistrzostwa Polski w Kolarstwie Szosowym 2022 |
| Data                                          | Państwo                                       | Wyścig                                                    | Zwycięzca                                                       | Drugie miejsce                                      | Trzecie miejsce                                      |                                               |
| --------------------------------------------- | --------------------------------------------- | --------------------------------------------------------- | --------------------------------------------------------------- | --------------------------------------------------- | ---------------------------------------------------- | --------------------------------------------- |
| 22 cze                                        | Polska                                        | Mistrzostwa Polski – jazda indywidualna na czas do lat 23 | Kacper Gieryk (HRE Mazowsze Serce Polski)                       | Mateusz Gajdulewicz (HRE Mazowsze Serce Polski)     | Adam Woźniak (Cartusia Bike Atelier)                 |                                               |
| 22 cze                                        | Polska                                        | Mistrzostwa Polski – jazda indywidualna na czas           | Maciej Bodnar (TotalEnergies)                                   | Kamil Gradek (Bahrain Victorious)                   | Szymon Rekita (Voster ATS Team)                      |                                               |
| 23 cze                                        | Polska                                        | Mistrzostwa Polski – jazda indywidualna na czas           | Agnieszka Skalniak-Sójka (Atom Deweloper-Posciellux.pl-Wrocław) | Marta Lach (Ceratizit-WNT Pro Cycling)              | Marta Jaskulska (Liv Racing Xstra)                   |                                               |
| 25 cze                                        | Polska                                        | Mistrzostwa Polski – start wspólny                        | Wiktoria Pikulik (Atom Deweloper-Posciellux.pl-Wrocław)         | Dorota Przęzak (TKK Pacific Toruń - Nestlé Fitness) | Daria Pikulik (Atom Deweloper-Posciellux.pl-Wrocław) |                                               |
| 26 cze                                        | Polska                                        | Mistrzostwa Polski – start wspólny                        | Norbert Banaszek (HRE Mazowsze Serce Polski)                    | Szymon Rekita (Voster ATS Team)                     | Łukasz Owsian (Arkéa-Samsic)                         |                                               |

## Konkurencje indywidualne (elita)

### Mężczyźni

#### Jazda indywidualna na czas (22 czerwca)
W rywalizacji elity mężczyzn w jeździe indywidualnej na czas wzięło udział 9 kolarzy. Złoty medal po raz ósmy w historii zdobył Maciej Bodnar, drugie miejsce zajął Kamil Gradek, a trzeci był Szymon Rekita.
| \| Klasyfikacja generalna \| Klasyfikacja generalna \| Klasyfikacja generalna \| Klasyfikacja generalna \| Klasyfikacja generalna \| \| Kolarz \| Kolarz \| Państwo \| Drużyna \| Czas \| \| ---------------------- \| ---------------------- \| ---------------------- \| ---------------------------------------- \| ---------------------- \| \| 1. \| Maciej Bodnar \| Polska \| TotalEnergies \| 1h 00' 18" \| \| 2. \| Kamil Gradek \| Polska \| Bahrain Victorious \| + 13" \| \| 3. \| Szymon Rekita \| Polska \| Voster ATS Team \| + 1' 06" \| \| 4. \| Filip Maciejuk \| Polska \| Bahrain Victorious \| + 1' 09" \| \| 5. \| Marcin Białobłocki \| Polska \| Olsztyński Klub Sportowy Warmia i Mazury \| + 1' 46" \| \| 6. \| Piotr Brożyna \| Polska \| HRE Mazowsze Serce Polski \| + 2' 04" \| \| 7. \| Łukasz Wiśniowski \| Polska \| EF Education-EasyPost \| + 2' 25" \| \| 8. \| Daniel Staniszewski \| Polska \| HRE Mazowsze Serce Polski \| + 3' 38" \| \| 9. \| Michał Brauliński \| Polska \| Power of Science Performance Lab \| + 5' 28" \| |                     |         |                                          |            |
| |                     |         |                                          |            |
| Źródło: ProCyclingStats |                     |         |                                          |            |
| Klasyfikacja generalna |                     |         |                                          |            |
| Kolarz | Kolarz              | Państwo | Drużyna                                  | Czas       |
| 1. | Maciej Bodnar       | Polska  | TotalEnergies                            | 1h 00' 18" |
| 2. | Kamil Gradek        | Polska  | Bahrain Victorious                       | + 13"      |
| 3. | Szymon Rekita       | Polska  | Voster ATS Team                          | + 1' 06"   |
| 4. | Filip Maciejuk      | Polska  | Bahrain Victorious                       | + 1' 09"   |
| 5. | Marcin Białobłocki  | Polska  | Olsztyński Klub Sportowy Warmia i Mazury | + 1' 46"   |
| 6. | Piotr Brożyna       | Polska  | HRE Mazowsze Serce Polski                | + 2' 04"   |
| 7. | Łukasz Wiśniowski   | Polska  | EF Education-EasyPost                    | + 2' 25"   |
| 8. | Daniel Staniszewski | Polska  | HRE Mazowsze Serce Polski                | + 3' 38"   |
| 9. | Michał Brauliński   | Polska  | Power of Science Performance Lab         | + 5' 28"   |

#### Wyścig ze startu wspólnego (26 czerwca)
| \| Klasyfikacja generalna \| Klasyfikacja generalna \| Klasyfikacja generalna \| Klasyfikacja generalna \| Klasyfikacja generalna \| \| Kolarz \| Kolarz \| Państwo \| Drużyna \| Czas \| \| ---------------------- \| ---------------------- \| ---------------------- \| ------------------------- \| ---------------------- \| \| 1. \| Norbert Banaszek \| Polska \| HRE Mazowsze Serce Polski \| 5h 04' 58" \| \| 2. \| Szymon Rekita \| Polska \| Voster ATS Team \| + 0" \| \| 3. \| Łukasz Owsian \| Polska \| Arkéa-Samsic \| + 7" \| \| 4. \| Tobiasz Pawlak \| Polska \| HRE Mazowsze Serce Polski \| + 7" \| \| 5. \| Paweł Cieślik \| Polska \| Voster ATS Team \| + 7" \| \| 6. \| Cesare Benedetti \| Polska \| Bora-Hansgrohe \| + 10" \| \| 7. \| Maciej Bodnar \| Polska \| TotalEnergies \| + 21" \| \| 8. \| Tomasz Budziński \| Polska \| HRE Mazowsze Serce Polski \| + 21" \| \| 9. \| Paweł Bernas \| Polska \| JBG-2 CryoSpace \| + 21" \| \| 10. \| Patryk Stosz \| Polska \| Voster ATS Team \| + 21" \| |                  |         |                           |            |
| |                  |         |                           |            |
| Źródła: ProCyclingStats Cycling Quotient |                  |         |                           |            |
| Klasyfikacja generalna |                  |         |                           |            |
| Kolarz | Kolarz           | Państwo | Drużyna                   | Czas       |
| 1. | Norbert Banaszek | Polska  | HRE Mazowsze Serce Polski | 5h 04' 58" |
| 2. | Szymon Rekita    | Polska  | Voster ATS Team           | + 0"       |
| 3. | Łukasz Owsian    | Polska  | Arkéa-Samsic              | + 7"       |
| 4. | Tobiasz Pawlak   | Polska  | HRE Mazowsze Serce Polski | + 7"       |
| 5. | Paweł Cieślik    | Polska  | Voster ATS Team           | + 7"       |
| 6. | Cesare Benedetti | Polska  | Bora-Hansgrohe            | + 10"      |
| 7. | Maciej Bodnar    | Polska  | TotalEnergies             | + 21"      |
| 8. | Tomasz Budziński | Polska  | HRE Mazowsze Serce Polski | + 21"      |
| 9. | Paweł Bernas     | Polska  | JBG-2 CryoSpace           | + 21"      |
| 10. | Patryk Stosz     | Polska  | Voster ATS Team           | + 21"      |

### Kobiety

#### Jazda indywidualna na czas (23 czerwca)
W jeździe indywidualnej na czas elity kobiet sklasyfikowano szesnaście zawodniczek. Złoty medal zdobyła Agnieszka Skalniak, która wyprzedziła Martę Lach o 14 setnych sekundy, a trzecia była Marta Jaskulska.
| \| Klasyfikacja generalna \| Klasyfikacja generalna \| Klasyfikacja generalna \| Klasyfikacja generalna \| Klasyfikacja generalna \| \| Kolarka \| Kolarka \| Państwo \| Drużyna \| Czas \| \| ---------------------- \| ------------------------ \| ---------------------- \| ------------------------------------ \| ---------------------- \| \| 1. \| Agnieszka Skalniak-Sójka \| Polska \| Atom Deweloper-Posciellux.pl-Wrocław \| 29' 56" \| \| 2. \| Marta Lach \| Polska \| Ceratizit-WNT Pro Cycling \| + 0" \| \| 3. \| Marta Jaskulska \| Polska \| Liv Racing Xstra \| + 28" \| \| 4. \| Karolina Kumięga \| Polska \| Valcar-Travel & Service \| + 39" \| \| 5. \| Marianna Hall \| Polska \| \| + 50" \| \| 6. \| Karolina Karasiewicz \| Polska \| TKK Pacific Toruń - Nestlé Fitness \| + 56" \| \| 7. \| Patrycja Lorkowska \| Polska \| TKK Pacific Toruń - Nestlé Fitness \| + 1' 44" \| \| 8. \| Aurela Nerlo \| Polska \| Massi Tactic \| + 1' 45" \| \| 9. \| Dorota Przęzak \| Polska \| TKK Pacific Toruń - Nestlé Fitness \| + 1' 46" \| \| 10. \| Monika Brzeźna \| Polska \| Atom Deweloper-Posciellux.pl-Wrocław \| + 2' 21" \| |                          |         |                                      |          |
| |                          |         |                                      |          |
| Źródła: ProCyclingStats Cycling Quotient |                          |         |                                      |          |
| Klasyfikacja generalna |                          |         |                                      |          |
| Kolarka | Kolarka                  | Państwo | Drużyna                              | Czas     |
| 1. | Agnieszka Skalniak-Sójka | Polska  | Atom Deweloper-Posciellux.pl-Wrocław | 29' 56"  |
| 2. | Marta Lach               | Polska  | Ceratizit-WNT Pro Cycling            | + 0"     |
| 3. | Marta Jaskulska          | Polska  | Liv Racing Xstra                     | + 28"    |
| 4. | Karolina Kumięga         | Polska  | Valcar-Travel & Service              | + 39"    |
| 5. | Marianna Hall            | Polska  |                                      | + 50"    |
| 6. | Karolina Karasiewicz     | Polska  | TKK Pacific Toruń - Nestlé Fitness   | + 56"    |
| 7. | Patrycja Lorkowska       | Polska  | TKK Pacific Toruń - Nestlé Fitness   | + 1' 44" |
| 8. | Aurela Nerlo             | Polska  | Massi Tactic                         | + 1' 45" |
| 9. | Dorota Przęzak           | Polska  | TKK Pacific Toruń - Nestlé Fitness   | + 1' 46" |
| 10. | Monika Brzeźna           | Polska  | Atom Deweloper-Posciellux.pl-Wrocław | + 2' 21" |

#### Wyścig ze startu wspólnego (25 czerwca)
| \| Klasyfikacja generalna \| Klasyfikacja generalna \| Klasyfikacja generalna \| Klasyfikacja generalna \| Klasyfikacja generalna \| \| Kolarka \| Kolarka \| Państwo \| Drużyna \| Czas \| \| ---------------------- \| ------------------------ \| ---------------------- \| ------------------------------------ \| ---------------------- \| \| 1. \| Wiktoria Pikulik \| Polska \| Atom Deweloper-Posciellux.pl-Wrocław \| 3h 12' 40" \| \| 2. \| Dorota Przęzak \| Polska \| TKK Pacific Toruń - Nestlé Fitness \| + 2" \| \| 3. \| Daria Pikulik \| Polska \| Atom Deweloper-Posciellux.pl-Wrocław \| + 9" \| \| 4. \| Karolina Kumięga \| Polska \| Valcar-Travel & Service \| + 10" \| \| 5. \| Agnieszka Skalniak-Sójka \| Polska \| Atom Deweloper-Posciellux.pl-Wrocław \| + 11" \| \| 6. \| Dominika Włodarczyk \| Polska \| Atom Deweloper-Posciellux.pl-Wrocław \| + 13" \| \| 7. \| Marta Lach \| Polska \| Ceratizit-WNT Pro Cycling \| + 14" \| \| 8. \| Marta Jaskulska \| Polska \| Liv Racing Xstra \| + 15" \| \| 9. \| Kaja Rysz \| Polska \| Atom Deweloper-Posciellux.pl-Wrocław \| + 17" \| \| 10. \| Olga Wankiewicz \| Polska \| Atom Deweloper-Posciellux.pl-Wrocław \| + 3' 03" \| |                          |         |                                      |            |
| |                          |         |                                      |            |
| Źródła: ProCyclingStats Cycling Quotient |                          |         |                                      |            |
| Klasyfikacja generalna |                          |         |                                      |            |
| Kolarka | Kolarka                  | Państwo | Drużyna                              | Czas       |
| 1. | Wiktoria Pikulik         | Polska  | Atom Deweloper-Posciellux.pl-Wrocław | 3h 12' 40" |
| 2. | Dorota Przęzak           | Polska  | TKK Pacific Toruń - Nestlé Fitness   | + 2"       |
| 3. | Daria Pikulik            | Polska  | Atom Deweloper-Posciellux.pl-Wrocław | + 9"       |
| 4. | Karolina Kumięga         | Polska  | Valcar-Travel & Service              | + 10"      |
| 5. | Agnieszka Skalniak-Sójka | Polska  | Atom Deweloper-Posciellux.pl-Wrocław | + 11"      |
| 6. | Dominika Włodarczyk      | Polska  | Atom Deweloper-Posciellux.pl-Wrocław | + 13"      |
| 7. | Marta Lach               | Polska  | Ceratizit-WNT Pro Cycling            | + 14"      |
| 8. | Marta Jaskulska          | Polska  | Liv Racing Xstra                     | + 15"      |
| 9. | Kaja Rysz                | Polska  | Atom Deweloper-Posciellux.pl-Wrocław | + 17"      |
| 10. | Olga Wankiewicz          | Polska  | Atom Deweloper-Posciellux.pl-Wrocław | + 3' 03"   |